# Monteiro da Costa
António Henrique Monteiro da Costa (Santa Maria da Feira, 20 agosto 1928 – 2 agosto 1984) è stato un calciatore e allenatore di calcio portoghese, di ruolo attaccante.

## Carriera

### Club
Ha giocato per 13 stagioni consecutive nella prima divisione portoghese col Porto.

### Nazionale
Ha collezionato 4 presenze con la maglia della Nazionale.

## Statistiche

### Presenze e reti in Nazionale
| Cronologia completa delle presenze e delle reti in nazionale ― Portogallo | Cronologia completa delle presenze e delle reti in nazionale ― Portogallo | Cronologia completa delle presenze e delle reti in nazionale ― Portogallo | Cronologia completa delle presenze e delle reti in nazionale ― Portogallo | Cronologia completa delle presenze e delle reti in nazionale ― Portogallo | Cronologia completa delle presenze e delle reti in nazionale ― Portogallo | Cronologia completa delle presenze e delle reti in nazionale ― Portogallo | Cronologia completa delle presenze e delle reti in nazionale ― Portogallo |
| Data                                                                      | Città                                                                     | In casa                                                                   | Risultato                                                                 | Ospiti                                                                    | Competizione                                                              | Reti                                                                      | Note                                                                      |
| ------------------------------------------------------------------------- | ------------------------------------------------------------------------- | ------------------------------------------------------------------------- | ------------------------------------------------------------------------- | ------------------------------------------------------------------------- | ------------------------------------------------------------------------- | ------------------------------------------------------------------------- | ------------------------------------------------------------------------- |
| 23-11-1952                                                                | Porto                                                                     | Portogallo                                                                | 1 – 1                                                                     | Austria                                                                   | Amichevole                                                                | -                                                                         |                                                                           |
| 29-11-1953                                                                | Oeiras                                                                    | Portogallo                                                                | 0 – 0                                                                     | Austria                                                                   | Qual. Mondiali 1954                                                       | -                                                                         |                                                                           |
| 18-12-1955                                                                | Istanbul                                                                  | Turchia                                                                   | 3 – 1                                                                     | Portogallo                                                                | Amichevole                                                                | -                                                                         |                                                                           |
| 22-12-1957                                                                | Milano                                                                    | Italia                                                                    | 3 – 0                                                                     | Portogallo                                                                | Qual. Mondiali 1958                                                       | -                                                                         |                                                                           |
| Totale                                                                    |                                                                           | Presenze                                                                  | 4                                                                         |                                                                           | Reti                                                                      | 0                                                                         |                                                                           |

## Palmarès

### Giocatore

#### Competizioni nazionali
- Campionato portoghese: 2

Porto: 1955-1956, 1958-1959
- Coppa del Portogallo: 2

Porto: 1955-1956, 1957-1958